# Semias
 (signalé en juin 2025).
Si vous disposez d'ouvrages ou d'articles de référence ou si vous connaissez des sites web de qualité traitant du thème abordé ici, merci de compléter l'article en donnant les références utiles à sa vérifiabilité et en les liant à la section « Notes et références ».
- Archive Wikiwix
- Bing
- Cairn
- DuckDuckGo
- E. Universalis
- Gallica
- Google
- G. Books
- G. News
- G. Scholar
- Persée
- Qwant
- (zh) Baidu
- (ru) Yandex
- (wd) trouver des œuvres sur Wikidata

Dans la mythologie celtique irlandaise, avant leur arrivée dans l’île, les Tuatha Dé Danann résidaient dans quatre « Îles au nord du Monde » nommées Falias, Findias, Gorias et Murias ; c’est en ces lieux qu’ils s’exerçaient à l’art, qu’ils apprenaient la poésie et la sagesse.
Semias, dont le nom signifierait « subtil » était le druide qui gouvernait l’île de Murias (le sens du toponyme est la mer). C’est de là que viennent les talismans du Chaudron et de la Massue du Dagda. Le Chaudron qui ne se vide jamais, représente l’abondance se retrouve sous la forme du Graal dans le légendaire arthurien ; il est inséparable de la Lance de Lug, arme mortelle à chaque coup mais qui sert aussi à l’adoubement royal. La Massue tue par un bout et ressuscite par l’autre, c’est le droit de vie et de mort.